# Scleracis petrosa
Scleracis petrosa är en korallart som beskrevs av author unknown. Scleracis petrosa ingår i släktet Scleracis och familjen Plexauridae. Inga underarter finns listade i Catalogue of Life.